# Napsugár-lakótelep
A Napsugár-lakótelep Salgótarján legkisebb lakótelepe, mely a Nógrád Megyei Állami Építőipari Vállalat (NÁÉV) tervei alapján épült fel az 1960-as évek végén. A lakótelep a 211-es főút mellett, a Báthory István utcában, a Szent Lázár Megyei Kórházzal szemben helyezkedik el.
A telep mindössze hat darab ötszintes, 16-17 lakásos társasházból áll.